# Camí de Bali

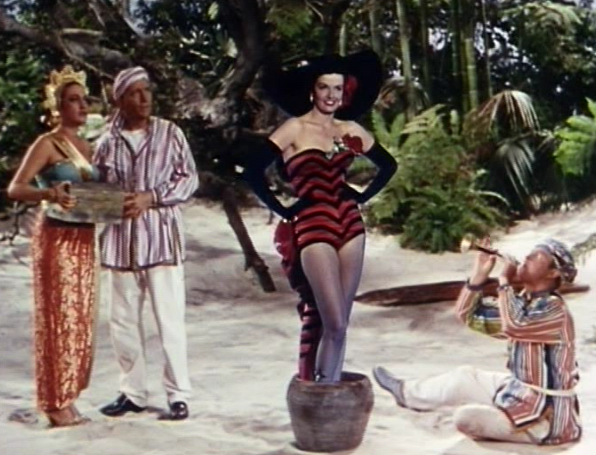
Dorothy Lamour, Bing Crosby, Jane Russell i Bob Hope

Camí de Bali (títol original en anglès: Road to Bali) és una pel·lícula estatunidenca dirigida per Hal Walker, estrenada el 1952 i doblada al català.

## Argument
George Cochran i Harold Gridley, cantants de music-hall han de deixar precipitadament Melbourne per tal d'eludir certes proposicions de matrimoni. Els dos es troben a l'illa de Bali on són contractats com submarinistes. Cauen llavors sota l'encant de la bella princesa Lala, però els aventurers hauran de fer front als atacs del sinistre príncep Arok. S'enfrontaran a una jungla hostil i a un pop gegant, disputant-se els favors de Lala.

## Repartiment
- Bing Crosby: George Cochran
- Bob Hope: Harold Gridley
- Dorothy Lamour: Princesa Lala
- Murvyn Vye: Ken Arok
- Peter Coe: Gung
- Ralph Moody: Bhoma Da
- Leon Askin: Ramayana
- Carolyn Jones: Eunice
- Jane Russell: Cameo
- Jerry Lewis: Una dona en el somni de Lala
- Dean Martin: Un home en el somni de Lala

## Cançons
- "Chicago Style" - realitzades per Bing Crosby i Bob Hope
- "Moonflowers" - Dorothy Lamour
- "Hoot Mon" - Bing Crosby i Bob Hope
- "To See You Is To Love You" - Bing Crosby
- "The Merry-Go-Run-Around" - Bob Hope, Dorothy Lamour i Bing Crosby

La música de totes les cançons són de Jimmy Van Heusen, les lletres de Johnny Burke. La coreografia és de Charles O'Curran.

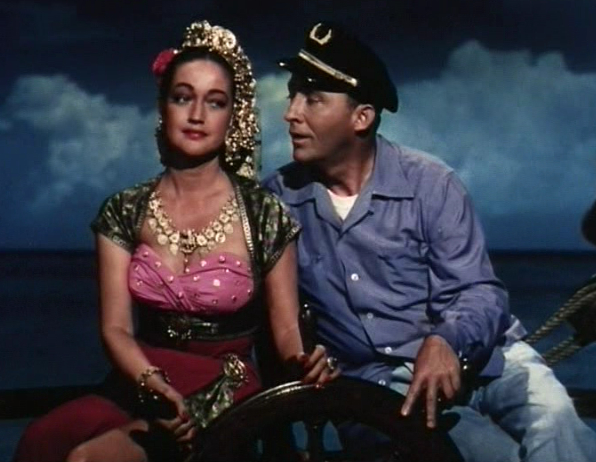
Dorothy Lamour i Bing Crosby

## Producció
La pel·lícula va ser produïda per la Paramount Pictures, per Bob Hope i Bing Crosby, els dos protagonistes masculins, a través de les seves empreses, la Productions Bing Crosby i Hope Enterprises. La pel·lícula es va rodar a Iverson Ranch, Chatsworth, Los Angeles.